# Automedida de la presión arterial
La automedida de la presión arterial (AMPA) es el procedimiento estandarizado de medida de la presión arterial por el propio paciente en su domicilio. 
Tanto el AMPA como el MAPA son empleados para distinguir la hipertensión esencial de la hipertensión de bata blanca y de la hipertensión enmascarada.
Se consideran valores por encima de 135/85 mmHg como hipertensión arterial, mientras que si la medida es en consulta se consideran por encima de 140/90 mmHg.